# Свети Харалампије (Солун)
Свети Харалампије (грч. Άγιος Χαράλαμπος, Ајос Хараламбос) је насељено место у општини Лагадина у периферији Средишња Македонија, Грчка. Према попису из 2021. године било је 57 становника.
Свети Харалампије се први пут спомиње на попису из 1928. године када је имао 224 становника.Село се раније звало Чифлик.